# Starplex
Starplex è un romanzo di fantascienza del filone space opera dello scrittore canadese Robert J. Sawyer, pubblicato nel 1996. Il romanzo ha vinto, in Canada, il Premio Aurora.

## Storia editoriale
Il romanzo è stato pubblicato per la prima volta sulla rivista Analog Science Fiction and Fact divisa in quattro puntate, nei numeri di luglio, agosto, settembre e ottobre 1996, ripubblicato in edizione paperback con la casa editrice Ace Books nello stesso anno; con quest'ultima edizione l'opera si è aggiudicata, nel 1997, il Premio Aurora per il miglior romanzo canadese di fantascienza scritto in lingua inglese.
Nel 1997 il romanzo è stato anche candidato al Premio Hugo per il miglior romanzo, al Premio Nebula per la stessa categoria e, nel 2000, candidato al Premio Seiun come miglior romanzo straniero.
L'opera, in Italia, è stata tradotta nel 1998 e pubblicata nella collana Urania.

## Trama
(Robert J. Sawyer, Starplex)
L'umanità ha scoperto l'esistenza di miliardi di portali dislocati tra le stelle e che permettono alle astronavi di percorrere milioni di anni luce in modo istantaneo. Questi dispositivi, creati da una razza sconosciuta e per motivi ignoti, hanno permesso a l'Uomo di prendere contatto con due razze aliene, i collaborativi "ib", i cui individui sono un insieme di simbionti, e gli egocentrici waldahud. Gli uomini, insieme a queste due razze e ai delfini, rivelatisi esseri senzienti, si sono consorziati nel "Commonwealth dei Pianeti". La Starplex è un'astronave d'esplorazione costruita dal Commonwealth e popolata da rappresentanti di tutte e quattro le razze, comandata a turno da un "Direttore" di una di queste. Nel 2094 il Direttore è il sociologo terrestre Keith Lansing. I portali, denominati in gergo "scorciatoie", se attraversati con un certo angolo di ingresso, permettono di raggiungere altre scorciatoie limitatamente a quelle che, in precedenza siano state attivate da un oggetto in ingresso. In questo modo i creatori dei portali, probabilmente, volevano salvaguardare le varie razze da contatti alieni fino a quando non avessero raggiunto uno sviluppo tecnologico così avanzato da permettere i viaggi spaziali.
La Starplex viene inviata ad indagare sull'attivazione di una nuova scorciatoia scoperta dagli strumenti di rilevazione del Commonwealth dei Pianeti; dopo che l'astronave è riemersa dal portale appena attivato, l'equipaggio individua l'esistenza di nuvole di polvere e di centinaia di sfere giganti delle dimensioni di Giove. Vengono immediatamente inviate delle sonde per raccogliere dei campioni di pulviscolo che si rileva dotato di caratteristiche fisiche inspiegabili. Jag, il waldahud a capo del settore "scienze fisiche" della Starplex scopre che la sostanza raccolta è costituita da materia oscura.
Improvvisamente dalla scorciatoia inizia ad emergere una stella: l'incolumità della Starplex e del suo equipaggio sono a rischio a causa delle radiazioni emesse dall'oggetto. Keith ordina di ruotare l'astronave in modo tale che i ponti destinati all'abitazione dei delfini, e quindi pieni d'acqua, siano rivolti verso la stella, in modo tale da fungere da schermo. L'equipaggio è salvo ma la nave ha subito pesanti avarie. Ulteriori indagini sulla stella rivelano che la sua età è incongrua che essa è troppo antica rispetto a quella dell'Universo. Commonwealth dei Pianeti si mette in contatto con la Starplex inviando una boa di comunicazione: il fenomeno si sta riproponendo in tutto l'Universo e innumerevoli stelle stanno emergendo da molte altre scorciatoie.
Jag ipotizza che le stelle provengano da miliardi di anni dal futuro e che le scorciatoie consentano i viaggi nel tempo. Viene costruita una capsula del tempo che conserverà per miliardi di anni un messaggio per gli ignoti che stanno inviando le stelle nel passato nella speranza che essi recuperino la capsula e rispondano al quesito sul significato dell'operazione. Nel frattempo si scopre che i globi di materia oscura comunicano con radiosegnali. Rissa, la moglie di Keith e la responsabile delle scienze biologiche e impegnata in ricerche sul prolungamento della vita, elabora un linguaggio simbolico grazie al quale si riesce a comunicare con uno dei globi. soprannominato "Occhi di Gatto", che si rileva essere il capo di una razza che viene chiamata "matos".

Dalla scorciatoia più vicina alla Starplex riemerge la capsula del tempo che reca la risposta alla domanda: l'invio delle stelle nel passato non è un atto ostile ma una necessità. Il messaggio è datato miliardi di anni dal futuro e incredibilmente è firmato dallo stesso Keith Lansing, prova che gli esperimenti sul prolungamento della vita di Rissa hanno avuto successo.
Non appena Jag suggerisce di spostare la Starplex dal portale, in posizione più favorevole per l'osservazione scientifica, dalla scorciatoia emerge una flotta di astronavi waldahud che attaccano l'astronave disarmata. Keith sospetta in un tradimento di Jag e lo mette agli arresti e nel frattempo ordina che le navette disponibili siano armate con apparecchiature di prospezione geologica, potenzialmente letali. Le navette vengono lanciate contro le astronavi attaccanti e ingaggiano il nemico. Keith utilizza l'acqua contenuta nella Starplex per colpire il nemico con proiettili di ghiaccio. La battaglia è vinta dalla Starplex e Keith, a bordo di una navetta, si dirige verso il comando del Commonwealth dei Pianeti per denunciare il proditorio attacco. Tuttavia Keith riemerge dalla scorciatoia in una parte dell'universo sconosciuta e qui viene prelevato a bordo di una gigantesca nave aliena. A bordo di questa, accolto in un habitat terrestre, fa la conoscenza dell'"Uomo di vetro", un umanoide che si mostra interessato alla vita di Keith, subissandolo di domande in merito. Al termine dell'incontro, poco prima di lasciare che Keith prosegua il suo viaggio, l'Uomo di vetro rivela di essere lui stesso Keith. ovvero una sua versione del futuro, resa immortale dal successo delle scoperte di Rissa. L'invio delle stelle nel passato è un espediente trovato dall'umanità del futuro per mantenere stabile l'equilibrio dell'universo stesso e scongiurarne il collasso.

## Personaggi
Keith G. LansingIl sociologo quarantaseienne, direttore della Starplex.
Clarissa "Rissa" CervantesLa biologa, da vent'anni moglie di Keith Lansing. Sta svolgendo importanti ricerche sul prolungamento della vita umana.
Lianne KarendaughterLa giovane responsabile delle operazioni interne del turno alpha a bordo della Starplex. Lansing è attratto dall'avvenenza della sottoposta, ma l'amore per la moglie Rissa lo tratterrà dal trascendere il rapporto professionale.
Thorald "Thor" MagnorIl possente timoniere del turno alpha della Starplex, quasi cinquantenne.
RomboIl responsabile delle operazioni esterne del turno alpha a bordo della Starplex. Di razza ib.
Jag Kandaro em-PelshIl più quotato fisico a bordo della Starplex, di razza waldahud.
Carro MerciLa biologa ib, collaboratrice di Rissa. Per scontare un suo errore di gioventù sarà costretta, dalle ferree regole ib, a suicidarsi molti anni prima del termine naturale della sua vita, fissato dalla peculiare biologia ib in 641 anni terrestri.
Lunga BottigliaUn delfino, pilota di navette.
Occhio di GattoUn'entità senziente, costituita di materia oscura di dimensioni pari a Giove, appartenente alla razza denominata "matos".

## Edizioni
- (EN) Robert J. Sawyer, Starplex (1/4), in Analog, Dell Magazines, luglio 1996.
- (EN) Robert J. Sawyer, Starplex (2/4), in Analog, Dell Magazines, agosto 1996.
- (EN) Robert J. Sawyer, Starplex (3/4), in Analog, Dell Magazines, settembre 1996.
- (EN) Robert J. Sawyer, Starplex (4/4), in Analog, Dell Magazines, ottobre 1996.
- (EN) Robert J. Sawyer, Starplex, New York, Ace Books, 1996, ISBN 978-0-441-00372-3.
- Robert J. Sawyer, Starplex, traduzione di Mauro Gaffo, n. 1332, Urania, Milano, Mondadori, 1998.
- (FR) Robert J. Sawyer, Starplex, J'ai Lu - Science Fiction, n. 5366, Parigi, J'ai Lu, 2002, ISBN 978-2-290-05366-9.
- Robert J. Sawyer, Starplex, n. 227, Urania Collezione, Milano, Mondadori, 2021.